# Indywidualne Mistrzostwa Polski w Zapasach 1983

## Mistrzostwa Polski w Zapasach1983

### Mężczyźni
- styl wolny

36. Mistrzostwa Polski – x – x 1983, Warszawa
- styl klasyczny

53. Mistrzostwa Polski – x – x 1983, Piotrków Trybunalski

## Medaliści

### Mężczyźni

#### Styl wolny
| Kategoria:   | Złoto:                             | Srebro:                               | Brąz:                            |
| 48 kg        | Jan Falandys Stal Rzeszów          | Edward Szałęga Stal Rzeszów           | Jerzy Dobrodziej ŁKS Łódź        |
| 52 kg        | Zbigniew Gontarek ŁKS Łódź         | Jan Żałobny Budowlani Łódź            | Janusz Bożek GKS Tychy           |
| 57 kg        | Wiesław Kończak Lotnik Wrocław     | Andrzej Jędryjas Stal Rzeszów         | Zygmunt Kołodziej Plon Milicz    |
| 62 kg        | Marian Skubacz Slavia Ruda Śląska  | Aleksander Papow Spójnia Gdańsk       | Bogdan Szulc Śląsk Wrocław       |
| 68 kg        | Jan Szymański Gwardia Warszawa     | Mirosław Jędrzejczak AZS-AWF Warszawa | Krzysztof Pobłocki GKS Tychy     |
| 74 kg        | Krystian Rajman Slavia Ruda Śląska | Ryszard Ścigalski Budowlani Łódź      | Dariusz Sulich Gwardia Warszawa  |
| 82 kg        | Leszek Ciota Gwardia Warszawa      | Mirosław Jasiński Gwardia Warszawa    | Andrzej Radomski Grunwald Poznań |
| 90 kg        | Jan Górski Slavia Ruda Śląska      | Jerzy Gajewski GKS Tychy              | Zbigniew Smorga Start Krasnystaw |
| 100 kg       | Tomasz Busse ŁKS Łódź              | Jerzy Owerczuk Gwardia Warszawa       | Paweł Kurczewski Budowlani Łódź  |
| ponad 100 kg | Adam Sandurski Stal Rzeszów        | Ryszard Długosz Stal Rzeszów          | Jerzy Kachniarz Lotnik Wrocław   |

#### Styl klasyczny
| Kategoria:   | Złoto:                                | Srebro:                          | Brąz:                                     |
| 48 kg        | Krzysztof Mudrecki Unia Racibórz      | Wiesław Kamiński Śląsk Wrocław   | Jacek Ślęzak Legia Warszawa               |
| 52 kg        | Roman Kierpacz GKS Katowice           | Andrzej Prejs PTC Pabianice      | Ryszard Szyper GKS Katowice               |
| 57 kg        | Mieczysław Tracz Śląsk Wrocław        | Marek Czornik Siła Mysłowice     | Jan Potocki Cement Gryf Chełm             |
| 62 kg        | Józef Raczek Siła Mysłowice           | Adam Kierpacz GKS Katowice       | Bogusław Klozik GKS Katowice              |
| 68 kg        | Krzysztof Pięta Śląsk Wrocław         | Eugeniusz Brzóska Siła Mysłowice | Andrzej Podstada Siła Mysłowice           |
| 74 kg        | Andrzej Supron GKS Katowice           | Wiesław Dziadura Legia Warszawa  | Jerzy Kopański GKS Katowice               |
| 82 kg        | Andrzej Malina Legia Warszawa         | Bogdan Daras Siła Mysłowice      | Roman Rozenbajger Cement Gryf Chełm       |
| 90 kg        | Bogusław Dąbrowski Zagłębie Wałbrzych | Bogdan Merkel Unia Racibórz      | Władysław Szybowski Wisłoka Stomil Dębica |
| 100 kg       | Roman Bierła GKS Katowice             | Marian Łukasik Siła Mysłowice    | Zbigniew Choromański GKS Katowice         |
| ponad 100 kg | Henryk Tomanek GKS Katowice           | Bogusław Marciniak Skra Warszawa | Marek Galiński Pafawag Wrocław            |